# Dave Tiueti
Tevita Lisiate Tiueti, meglio noto col soprannome di Dave (Tafoa, 6 giugno 1973), è un ex rugbista a 15 tongano, in carriera attivo nel ruolo di tre quarti centro e 21 volte internazionale per Tonga.

## Biografia
Dave nasce a Tafoa, Tongatapu nelle isole Tonga.
Nel 1995 arriva in Europa, ingaggiato dal Bristol, dove rimane per tre stagioni; nel 1998 passa al Neath in Welsh Premier Division e poi agli Ospreys in Celtic League, per due stagioni, dove conquista l'ambito Trofeo celtico nella stagione 2004-05.
Nel 2005 approda a Coventry per una stagione; l'anno successivo viene ingaggiato dal Viadana in Super 10, con cui conquista la Coppa Italia.

### Carriera internazionale
Nel 1997 viene convocato in Nazionale, esordendo a livello internazionale il 21 luglio contro le Figi, nei testvalidi per le qualificazioni alla Coppa del Mondo di rugby 1999 alla quale poi prese parte nel 1999; disputò 3 incontri su 4 nella fase a gironi della competizione mondiale contro: Nuova Zelanda, Italia e Inghilterra. L'ultima apparizione con la maglia delle Tonga fu il 10 novembre 2001 in occasione di un test match contro il Galles, durante il tour autunnale in Europa.

## Palmarès
- Celtic League: 1
Ospreys: 2004-05
- Coppe Italia: 1
Viadana: 2006-07